# Richard F. Natonski
Richard F. Natonski es teniente general del Cuerpo de Marines de Estados Unidos cuya última asignación fue como el comandante del Comando de Fuerzas del Cuerpo de Marines de EE. UU. Asumió su puesto en agosto de 2008 habiendo servido antes como Comandante Adjunto de Políticas Operaciones y Planes desde 2006.

## Carrera militar
Asumió el cargo en agosto de 2008, habiendo servido previamente como el Comandante Adjunto de Planes, Políticas y Operaciones de los Marines en 2006. Se retiró a los cuarteles de la 8.ª Compañía, 1.ª División de Marines, el 8 de septiembre de 2010.
Natonski fue uno de los comandantes militares que mandó las fuerzas estadounidenses durante la Primera y Segunda batalla de Faluya en 2004.
Se retiró en 2010.